# おいしい畑びより
『おいしい畑びより』（おいしいはたけびより）は、2012年4月3日から同年9月25日までフジテレビで放送されていた教養番組である。カゴメの一社提供。放送時間は毎週火曜 22:54 - 23:00 （日本標準時）。

## 概要
毎回フジテレビの女性アナウンサーが野菜農家や果物農家を訪れ、そこで農作物の収穫を体験したり、採れたての農作物を試食させてもらう模様を放送していた。ナレーターは、フジテレビアナウンサーの斉藤舞子が務めていた。

## スタッフ
- 編成企画：高木明梨須
- プロデューサー：今野貴之
- 演出：長沼昭悟、太田実
- 構成：本松エリ
- 制作協力：共同テレビジョン
- 制作著作：フジテレビジョン